# トマ・ペラール
トマ・ペラール (フランス語: Thomas Pellard、国際音声字母による表記では [tɔma pɛlaːʁ̥] もしくは [toma pɛlaːʁ̥]) はフランスの言語学者。研究テーマは歴史言語学および比較言語学、古言語学、言語系統論、地理言語学、危機に瀕する言語、日本の言語。
フランス国立科学研究センター東アジア言語研究所の研究員。

## 研究
日琉語族の系統分岐に関する研究を行っている。

## 人物
元々は日本の伝統文化に興味があり人類学や民俗学をやろうと思っていたが、途中で言語の研究の面白さに気付いて日本語の研究を始め、必要性から琉球諸語の研究も始めた旨、対談で語っている。
出身大学院は社会科学高等研究院であり2005年から2006年まで修士課程、2006年から2009年まで博士課程に在籍し、2009年に沖縄県宮古語大神方言に関する博士論文を提出した。